# Zaluzianskya schmitziae
Zaluzianskya schmitziae är en flenörtsväxtart som beskrevs av O.M. Hilliard och B.L. Burtt. Zaluzianskya schmitziae ingår i släktet Zaluzianskya och familjen flenörtsväxter. Inga underarter finns listade i Catalogue of Life.